# 空中客车（天津）总装公司
空中客车（天津）总装公司（英語：Airbus (Tianjin) Final Assembly Company），也称空客天津总装线，位于天津市空港经济区天津滨海国际机场东侧，2008年落成投产，主要生产A320系列飞机，是中国第一条大型客机总装线，也是欧洲以外的第一条空中客车飞机总装线。

## 历史
空客天津总装线于2007年5月15日开工，2008年与空中客车（天津）飞机交付中心一同落成投产。第一架中国装配的A320已于2009年6月交付于四川航空。2016年3月2日，空客A330天津完成及交付中心在空客天津A320总装线旁开工，2017年9月20日建成，供已在图卢兹完成总装但尚未进行客舱安装和喷漆的空中客车A330安装客舱、喷漆及试飞。